# Pteryx
Genre
Pteryx est un genre de coléoptères de la famille des Ptiliidae.

## Liste d'espèces
Selon BioLib (3 mars 2021) :
- Pteryx franzi Israelson, 1976
- Pteryx ganglbaueri Ericson, 1909
- Pteryx oraniensis Normand, 1934
- Pteryx splendens Strand, 1960
- Pteryx subtruncata Rey, 1889
- Pteryx suturalis (Heer, 1841)